# Trapphiss

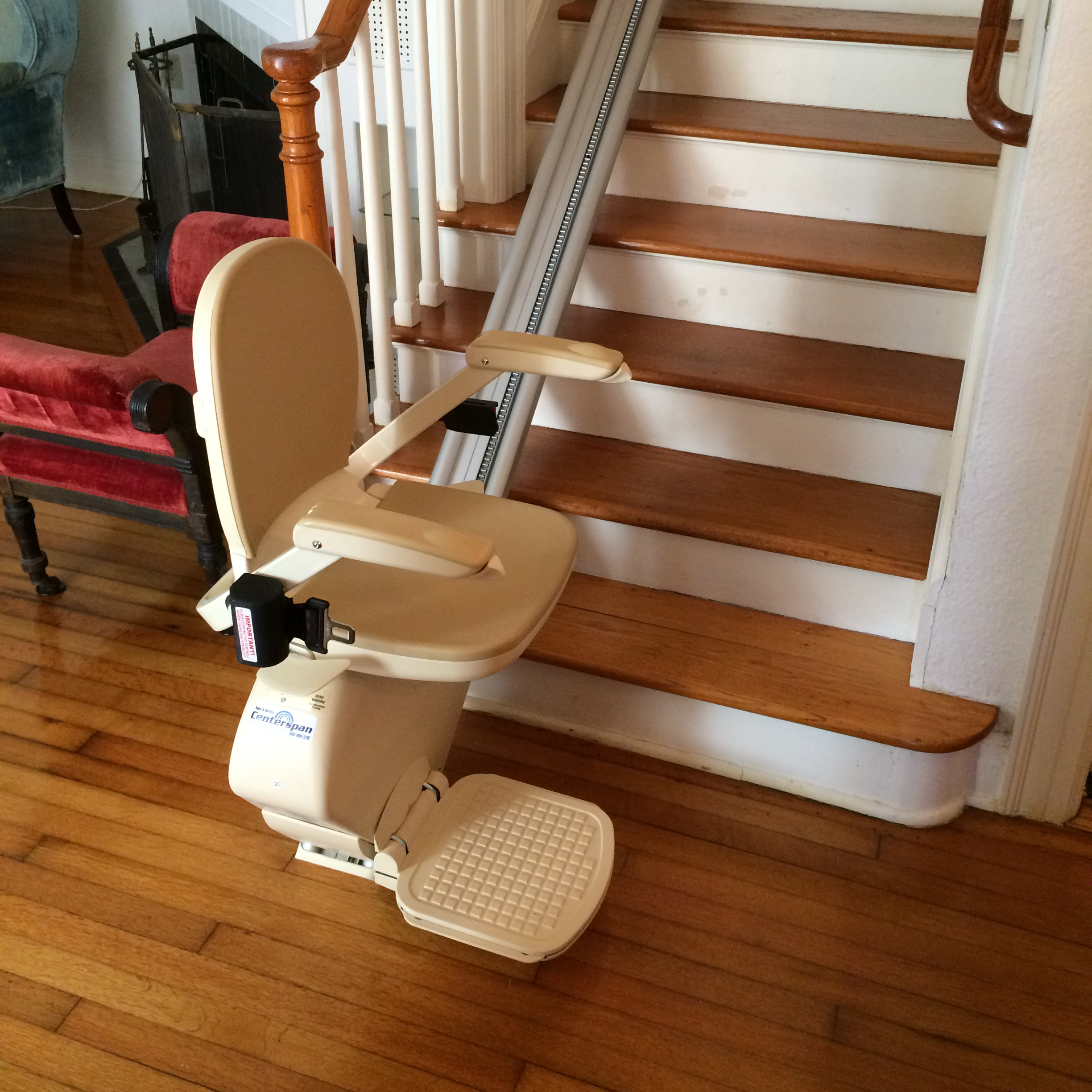
En medicinsk trapphiss

En trapphiss är en mekanisk anordning för att lyfta människor upp och ner för trappor. För tillräckligt breda trappor är en skena monterad på trappan. En stol eller lyftplattform är fäst på skenan. En person går upp på stolen eller plattformen och lyftes upp eller ner för trappan av stolen som rör sig längs skenan. 